# Vanessa Viana i Méndez
Vanessa Viana Méndez (Sabadell, Vallès Occidental, 16 de novembre de 1981) és una jugadora de bàsquet i de corfbol catalana.
Formada en el bàsquet al Club Natació Sabadell, hi va participar en categories territorials. La temporada 2006-07 va debutar a la Lliga Femenina 2 amb el Club Bàsquet Olesa i posteriorment va jugar al Club Bàsquet Santa Rosa de Lima Horta, Club Bàsquet Femení Sant Adrià i Club Bàsquet Femení Cerdanyola. Des de l'any 2009 va tornar a la pràctica del corfbol, anteriorment ho havia fet amb el Club Korfbal Cerdanyola la temporada 2005-06. Com a jugadora del Club Korfbal Vacarisses, va guanyar una Lliga Nacional el 2010 i va disputar competicions europees. Internacional amb la selecció catalana de corfbol en setze ocasions entre 2005 i 2011, va proclamar-se campiona de campiona de l'European Bowl 2005. També va participar al Campionat d'Europa de 2006 i al Campionat del Món de 2011, aconseguint la quarta posició.

## Palmarès
Clubs
- 1 Lliga Catalana de corfbol: 2009-10

Selecció catalana
- 1 European Bowl de corfbol: 2005